# Шведско-пољски ратови
Шведско-пољски ратови вођени су, с прекидима, од 1598. до 1660. године за стицање превласти на Балтичком мору и доминације над прибалтичким територијама. После Ливонског рата (1558-1583) у ком је Пољска добила Ливонију, а Шведска Естонију, односи између ове две земље били су веома заоштрени, али је већ 1587. године образована пољско-шведска унија ради заједничке борбе против Русије. 
Син шведског краља Зигмунд III постаје пољски краљ, који 1592. године наслеђује и шведску круну (1592-1604) те настоји да створи велику и снажну шведску државу. Ово изазива отпор пољских магната и католичког свештенства који су тежили да Пољска, а не Шведска стекне превласт на Балтику. 
Пољско-шведски ратови
- Пољско-шведски рат (1600-1611)
- Пољско-шведски рат (1617-1629)
- Пољско-шведски рат (1655-1660)